# 広島県道86号翠町仁保線
広島県道86号翠町仁保線（ひろしまけんどう86ごう みどりまちにほせん）は、広島県広島市南区を通る県道（主要地方道）である。

## 概要
広島市南区翠町から広島市南区仁保町に至る。

### 路線データ
- 起点：広島市南区翠町（国道487号交点）
- 終点：広島市南区仁保町（国道2号交点）
- 総延長：4.145 km[1]
- 認定：1965年3月31日[1]

## 歴史
- 1993年（平成5年）5月11日 - 建設省から、県道翠町仁保線が翠町仁保線として主要地方道に指定される[2]。

## 路線状況

### 通称
本路線は黄金山のふもとを通ることから黄金山通りと呼ばれている。また、千田廟公園（宇品御幸1丁目）付近から広島南警察署前交差点付近にかけての区間は桜土手とも呼ばれる。

## 地理

### 通過する自治体
- 広島市（南区）

### 交差する道路
- 国道487号（広島県道243号広島港線重複）（広島市南区翠1丁目・県病院入口交差点）
- 広島高速2号線仁保出入口（広島市南区仁保4丁目・仁保4丁目2交差点）
  - 仁保JCT（広島高速2号線を経由）
    - 海田大橋
    - 広島高速3号線（広島南道路）
    - 広島呉道路
- 国道2号（広島市南区仁保2丁目・渕崎IC）
- ※終点から国道2号を岩国方面に少し行ったところで広島県道187号浜田仁保線が分岐する。

### 沿線にある施設など
- 県立広島病院
- 県立広島大学広島キャンパス
- 広島県警 広島南警察署
- マツダ宇品工場

### 自然
- 黄金山